# Алессіо Скарпі
Алессіо Скарпі (італ. Alessio Scarpi, нар. 19 квітня 1973, Єзоло) — італійський футболіст, що грав на позиції воротаря. По завершенні ігрової кар'єри — тренер.

## Ігрова кар'єра
Народився 19 квітня 1973 року в місті Єзоло. Вихованець юнацьких команд футбольних клубів «Пасьянезе» і «Кальярі». У дорослому футболі дебютував 1990 року виступами за головну команду останнього. 
Згодом з 1995 по 2004 рік грав за «Реджину», «Кальярі», «Інтернаціонале» та «Анкону».
2004 року перейшов до клубу «Дженоа», за який відіграв вісім сезонів. Завершив професійну кар'єру футболіста виступами за «Дженоа» у 2012 році.

## Кар'єра тренера
Завершивши ігрову кар'єру, залишився у структурі «Дженоа», де 2013 року обійняв посаду тренера воротарів, на якій пропрацював до 2021 року.